# In the Skies
In The Skies es un álbum del músico y compositor británico de blues rock Peter Green, fundador de Fleetwood Mac y miembro desde 1967 hasta 1970. Lanzado en 1979, es su segundo álbum en solitario, y el primero en ocho años desde su álbum debut The End of the Game.
En este álbum aparece junto a varios músicos de sesión, entre ellos Snowy White, que después trabajaría con Pink Floyd antes de unirse a Thin Lizzy. White contribuyó como guitarra solista en algunos temas. También aparece en el álbum Peter Bardens.
Todas las canciones fueron compuestas por Peter Green, mientras que algunas de las letras fueron aportadas por la mujer de Green, Jane.
En el álbum recopilatorio de Snowy White Goldtop: Groups & Sessions de 1996 aparecen dos versiones de ensayo de las canciones "In the Skies" y "Slabo Day".

## Lista de canciones
1. "In the Skies" (Peter Green, Jane Green) -3:52
2. "Slabo Day" (Peter Green, Snowy White, Reg Isadore, Lennox Langton, Peter Bardens, Kuma Harada) -5:12
3. "A Fool No More" (P. Green) -7:46
4. "Tribal Dance" (P. Green, White, Isadore, Langton) -4:29
5. "Seven Stars" (P. Green, J. Green) -3:10
6. "Funky Chunk" (P. Green, White, Isadore, Langton, Bardens, Harada) -4:16
7. "Just for You" (P. Green, J. Green, White, Isadore) -4:39
8. "Proud Pinto" (P. Green) -3:42
9. "Apostle" (P. Green) -3:12

## Personal
- Peter Green - voz, guitarra
- Snowy White - guitarra
- Peter Bardens - teclados, órgano Hammond
- Kuma Harada - bajo
- Reg Isadore - batería
- Lennox Langton - percusión, congas, bongos, timbales
- Godfrey Maclean - batería

## Producción
- Producido por Peter Vernon-Kell.
- Grabado en Lansdowne, Morgan, Vineyard, Ramport & Advision, Reino Unido.